# Walter Schweidler
Walter Rudolf Schweidler (* 15. September 1957 in Wassertrüdingen) ist ein deutscher Philosoph.

## Leben
Walter Schweidler lehrte Philosophie an der Ruhr-Universität Bochum von 2000 bis 2009. Vorher war er Professor an der Pädagogischen Hochschule Weingarten von 1992 bis 1997 und an der Universität Dortmund von 1997 bis 2000. Von 2009 bis 2023 hatte er den Lehrstuhl für Philosophie an der Katholischen Universität Eichstätt inne. Er ist Schüler von Robert Spaemann, dessen Assistent er von 1985 bis 1992 an der Ludwig-Maximilians-Universität München war. Neben dem Magister- und Doktorstudium der Philosophie, der Katholischen Theologie und der Politikwissenschaft absolvierte er ein Jurastudium, das er 1990 an der Ludwig-Maximilians-Universität München mit dem Ersten Staatsexamen abschloss. Von 1983 bis 1989 leitete er das älteste private Münchener Studentenheim, das Newman-Haus in der Kaulbachstraße. Nach dem Abschied davon ging er für ein Semester als Visiting Professor an die University of Minnesota in Minneapolis. In den folgenden Jahren arbeitete er an seiner Habilitationsschrift Geistesmacht und Menschenrecht, die er 1992 abschloss und die beim Alber Verlag in Freiburg im Breisgau 1994 veröffentlicht wurde. Das Habilitationsverfahren wurde im Juli 1993 an der Ludwig Maximilians-Universität München abgeschlossen. Seine Dissertationsschrift Die Überwindung der Metaphysik, die 1987 bei Klett-Cotta erschien, ist ins Japanische und Französische übersetzt. Seine Magisterarbeit Wittgensteins Philosophiebegriff war 1983 beim Alber Verlag veröffentlicht worden. Eine italienische Übersetzung erschien 2004 in Florenz. Verschiedene Beiträge zum Thema Metaphysik und Metaphysikkritik wurden 2008 in dem Band Das Uneinholbare bei Alber veröffentlicht.
In Dortmund und Bochum lehrte Schweidler primär im Bereich der praktischen Philosophie, insbesondere der politischen und Rechtsphilosophie. Die zugrunde liegende Forschung mündete in das Buch Der gute Staat, das 2002 bei Reclam und später in zweiter Auflage bei Springer erschien, sowie in das bei Springer 2012 erschienene Buch Über Menschenwürde. Auf dem Gebiet der Bioethik beteiligte Schweidler sich an Projekten der Volkswagen Stiftung und des Deutschen Akademischen Austauschdienstes zum akademischen Neuaufbau in Südosteuropa in den Jahren 2004 bis 2011. Ausgangsbasis war ein DFG-Projekt zur Interkulturellen Bioethik unter der Leitung von Heiner Roetz, das an der Ruhr-Universität Bochum 2002 startete. Das daraus hervorgegangene Programm Integrative Bioethik, das er mit Ante Čović und Thomas S. Hoffmann entwickelte, hat in Südosteuropa weitreichende Wirkungen entfaltet und ist in der Reihe West-östliche Denkwege bei Academia, nunmehr Nomos, dokumentiert. Eine Kleine Einführung in die Angewandte Ethik veröffentlichte Schweidler bei Springer 2018.

## Wirken
In seiner von Robert Spaemann betreuten Dissertation Die Überwindung der Metaphysik. Zu einem Ende der neuzeitlichen Philosophie setzt sich Schweidler mit der Unterscheidung von metaphysischem und philosophischem Denken auseinander. In vier exemplarischen Untersuchungen der Metaphysikkritiken von Rudolf Carnap, Oswald Spengler, Ludwig Wittgenstein und Martin Heidegger arbeitet er Merkmale philosophischer „Geistesmacht“ aus.
Seine Forschungsschwerpunkte sind gegenwärtige und neuzeitliche Ansätze der Ethik und der politischen Philosophie; Rechtsphilosophie und Theorie der Menschenrechte; Phänomenologie, die Philosophie Heideggers im Kontext der Hauptströmungen des 20. Jahrhunderts; Metaphysik und Metaphysikkritik; Interkulturelle Philosophie sowie Bioethik. Dabei zieht sich durch alle Werke hindurch die Frage danach, was Philosophie und was philosophisches Denken ist.
Zum Programm der Katholischen Universität Eichstätt trug Schweidler bei, indem er mit Jean-Luc Marion das Internationale Symposium Christentum und Philosophie 2012 sowie die Tagung Gabe und Gemeinwohl 2013 und den Meisterkurs mit Marion 2016 veranstaltete. Zum 500-jährigen Jubiläum der dortigen Traumerlebnisse von Descartes hielt er 2019 in Neuburg an der Donau zusammen mit dem Centre d’études cartésiennes der Sorbonne und dessen Leiter Vincent Carraud die internationale Tagung Scientiae mirabilis fundamenta zur Descartes-Rezeption in Deutschland vom 17. bis zum 20. Jahrhundert ab. Zusammen mit dem Council on Violence and Religion veranstaltete er 2014 die Tagung Battling to the End über René Girards mimetistische Interpretation des Weges zum I. Weltkrieg in Freising. Für die Hermann und Marianne Straniak Stiftung veranstaltete er 2019 in Zusammenarbeit mit der Konrad-Adenauer-Stiftung in Dresden und Meißen das Internationale Symposium The Gift and the Common Good mit Teilnehmern aus China, Amerika und Europa.
Neben der Reihe Phänomenologie (zusammen mit Jean-Luc Marion) gibt Schweidler bei Alber die Reihen Eichstätter philosophische Studien und Eichstätter philosophische Beiträge heraus. Seit 1996 gibt Schweidler beim Academia Verlag Sankt Augustin und nunmehr dem Nomos Verlag Baden-Baden die Reihe West-östliche Denkwege heraus.
Gastprofessuren oder Lehr- und Forschungsaufenthalte führten Schweidler 1989 an die University of Minnesota, 1994/95 an die Universität Salzburg, 1996 an die Universität Freiburg im Breisgau, 1997 an die Macquarie University in Sydney, 1998 an die Universität Kyoto, 2002 an die University of California at Berkeley (Graduate Theological Union), 2017, 2018 und 2019 an die Sichuan University in Chengdu und 2020 an die Manoa University in Honolulu und die Loyola Marymount University in Los Angeles.
Nach der Begegnung mit Marco Maria Olivetti im Jahr 2000 wuchs Schweidler in den Kreis der im Römischen Colloquio Castelli vereinigten Phänomenologen hinein. Durch den Gründer Julius T. Fraser wurde er in die International Society for the Study of Time aufgenommen, zu deren International Council er seit 2016 gehört. Die Zusammenarbeit mit der Hermann und Marianne Straniak-Stiftung ermöglichte ihm die Abhaltung einer Reihe internationaler Symposien zum philosophischen Austausch zwischen ostasiatischen, vornehmlich buddhistischen, und westlichen Denkern in den Jahren zwischen 1996 und 2008. Den gemeinsamen Nenner der in diesen Kontexten verlaufenen philosophischen Entwicklung Schweidlers bildet das Thema Zeit, zu dem er eine systematische Sammlung von in mehreren Jahrzehnten entstandenen Beiträgen in dem Buch Das Uneinholbare vorlegte, das 2008 bei Alber veröffentlicht wurde. 2014 erschien ebenfalls bei Alber der aus den Bochumer Oberseminaren hervorgegangene Sammelband Zeichen – Person – Gabe zur Metonymie als philosophischem Prinzip.

## Ehrungen und Auszeichnungen
Walter Schweidler erhielt 2006 für das von Robert Spaemann mit ihm herausgegebene Ethik. Lehr- und Lesebuch den Deutschen Schulbuchpreis. Er ist korrespondierendes Mitglied der Päpstlichen Akademie für das Leben.
2019 wurde er von Kardinal-Großmeister Edwin Frederick O’Brien zum Ritter des Ritterordens vom Heiligen Grab zu Jerusalem ernannt und am 25. Mai 2019 im Kaiserdom St. Bartholomäus in Frankfurt am Main durch Reinhard Kardinal Marx, Großprior der deutschen Statthalterei, investiert. Walter Schweidler ist Mitglied des Deutschen Vereins vom Heiligen Lande.

## Werke

### Monographien
- Wiedergeburt, Halbband 2, Freiburg-München: Alber 2022.
- Wiedergeburt, Halbband 1, Freiburg-München: Alber 2020.
- Kleine Einführung in die Angewandte Ethik, Berlin: Springer 2018.
- Über Menschenwürde: Der Ursprung der Person und die Kultur des Lebens. Reihe Das Bild vom Menschen und die Ordnung der Gesellschaft, VS Verlag 2012. Chinesische Übersetzung: 論人的尊嚴：人格的本源與生命的文化, Peking: 人民出版社, 2017.
- Das Uneinholbare. Beiträge zu einer indirekten Metaphysik, Freiburg-München: Alber 2008. ISBN 978-3-495-48299-5
- Der gute Staat. Politische Ethik von Platon bis zur Gegenwart, Stuttgart: Reclam 2004. 2. Auflage, Berlin: Springer 2014.
- Das Unantastbare. Beiträge zur Philosophie der Menschenrechte, Münster: LIT 2001.
- Geistesmacht und Menschenrecht. Der Universalanspruch der Menschenrechte und das Problem der Ersten Philosophie, Freiburg-München: Alber 1994. ISBN 978-3-495-47796-0
- Die Überwindung der Metaphysik. Zu einem Ende der neuzeitlichen Philosophie, Stuttgart: Klett-Cotta 1987. Japanische Übersetzung: 形而上学の克服―近代哲学の終焉について,  Kyoto: 出版社 2012. Französische Übersetzung: Au-delà de la métaphysique, Paris: Hermann 2015.
- Wittgensteins Philosophiebegriff, Freiburg-München: Alber 1983. Italienische Übersetzung: Il concetto di filosofia in Wittgenstein, Florenz: Le Cáriti Editore 2005.

### Beiträge
- Mensch - Staatsbürger - Sklave, in: Zehnpfennig, Barbara ; Voigt, Rüdiger (Hrsg.): Die Politik des Aristoteles. Baden-Baden: Nomos, 2012. - (Staatsverständnisse ; 44)
- Bemerkungen zu den Begriffen „politische Philosophie“ und „politische Theologie“ , in: Politische Philosophie vs. Politische Theologie? Die Frage der Gewalt im Spannungsfeld von Politik und Religion, hg. v. Wolfgang Palaver, Andreas Oberprantacher, Dietmar Regensburger Innsbruck 2011. S. 43ff. Link zum Buch
- Biomedizinische Forschung und die politische Agenda aus der Sicht der Bioethik, in: Kauffmann, Clemens  Sigwart, Hans-Jörg (Hrsg.): Biopolitik im liberalen Staat. Baden-Baden: Nomos, - S. 13–26
- Das bessere Leben. Zur ökonomischen Dimension moralischer Verantwortung , in: Uto Meier/ Bernhard Sill, Hg., Führung. Macht. Sinn. Ethos und Ethik für Entscheider in Wirtschaft, Gesellschaft und Kirche, Verlag Friedrich Pustet, Regensburg 2010, 419–430.
- Das Menschenunmögliche. Zur Abgrenzung von Phänomenologie und Metaphysik im Ausgang von Heidegger, in: L’impossibile. Archivo di Filosofia / Archives of Philosophy, hg. v. Stefano Semplici, Bd. 78, Heft 1, 2001, S. 315–326.

### Herausgeberschaft
- Gabe und Gemeinwohl. Die Unentgeltlichkeit in Ökonomie, Politik und Theologie: Jean-Luc Marions Phänomenologie in der Diskussion. Zusammen mit Émilie Tardivel. Karl Alber, Freiburg im Breisgau 2015, ISBN 978-3-495-48731-0.
- Mit Katharina Bauer: Zeichen – Person – Gabe. Metonymie als philosophisches Prinzip. Freiburg im Breisgau: Alber 2014.
- Opfer in Leben und Tod/Sacrifice Between Life and Death: Ergebnisse und Beiträge des Internationalen Symposiums der Hermann und Marianne-Straniak Stiftung, Weingarten 2008
- Wert und Würde der nichtmenschlichen Kreatur / Value and Dignity of the nonhuman Creature: Beiträge des 3. Südosteuropäischen Bioethik-Forums, Mali Lošinj 2007.
- Weltbild - Bildwelt, Reihe West-östliche Denkwege 8, Sankt Augustin: Academia 2006.
- Postsäkulare Gesellschaft. Perspektiven interdisziplinärer Forschung. Freiburg-München: Alber 2007.
- Normkultur versus Nutzenkultur. Über kulturelle Kontexte von Bioethik und Biorecht, Berlin: de Gruyter 2006 (mit Th. S. Hoffmann).
- Ethik. Lehr- und Lesebuch, Stuttgart: Klett-Cotta 2006 (mit R. Spaemann).
- Zeit. Anfang und Ende. Reihe West-östliche Denkwege 6, Sankt Augustin: Academia 2004.
- Menschenleben – Menschenwürde, Münster 2003
- Was den Menschen zum Menschen macht. Interviews zur Bioethik, Münster: LIT 2003 (mit O. Tolmein).
- Entschlüsselte Zukunft? Stand und Gefahren der Gentechnik. Schriftenreihe der Universität Dortmund 48/Studium Generale 12, Dortmund
- Die Normativität des Wirklichen, Festschrift für Robert Spaemann zum 75. Geburtstag, Stuttgart: Klett-Cotta 2002 (mit Th. Buchheim und R. Schönberger).
- Werte im 21. Jahrhundert, Baden-Baden: Nomos 2001.
- Wiedergeburt und kulturelles Erbe. Reihe West-östliche Denkwege 3, Sankt Augustin: Academia 2001.
- Menschenrechte und Gemeinsinn: Westlicher und östlicher Weg? Philosophisch-politische Grenzerkundungen zwischen ostasiatischen und westlichen Kulturen. Reihe West-östliche Denkwege 1, Sankt Augustin: Academia 1998.
- mit Thomas Buchheim und Rolf Schönberger (Hrsg.): Spaemanns Philosophie. Blaue Reihe, Meiner, Hamburg 2024. ISBN 978-3-7873-4584-7.